# أن جونغ هوان

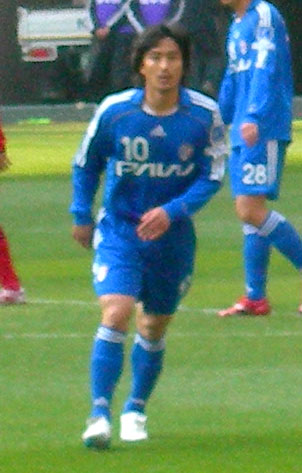
أهن جونغ-هوان

أهن جونغ-هوان (هانغل: 안정환)، من مواليد 27 يناير 1976 في باجو في جيونجي، وهو لاعب كرة قدم كوري جنوبي، وقد أثار ضجة كبيرة بعد تسجيله الهدف الذهبي في مباراة منتخب بلاده مع منتخب إيطاليا لكرة القدم في كأس العالم لكرة القدم 2002، ففي ذلك الوقت كان يلعب مع نادي بيرودجا الإيطالي، وبعد أن سجل الهدف الذهبي، صرح رئيس نادي بيرودجا لوتشانو غاووتشي [الإنجليزية] وقال : أنا لا أريد أن أدفع راتب لاعب أفسد الكرة الإيطالية.
و بعد ذلك تراجع نادي بيروجيا عن هذا الكلام، ولكن أهن رفض تجديد العقد مع بيرودجا وقال : لن أناقش مسألة عقدي مع بيرودجا، الذين هاجموني بعد أن سجلت هدفا في كأس العالم بدلا من تهنأتي به.
و بعدها إنضم أهن إلى نادي شيميزو أس بولس الياباني، وبعدها انتقل إلى نادي يوكوهاما أف مارينوس، وبعدها عاد إلى الساحة الأوروبية مع نادي تولوز الفرنسي، ولعب مع نادي دويسبورغ الألماني.

## كأس آسيا 2004
و قد سجل هدف في مرمى منتخب الإمارات لكرة القدم، وقد سجل هدف في مرمى منتخب الكويت لكرة القدم.

## روابط خارجية
- أن جونغ هوان على موقع الاتحاد الدولي (مؤرشف)  (الإنجليزية)
- أن جونغ هوان على موقع رابطة كرة القدم اليابانية للمحترفين (اليابانية)
- أن جونغ هوان على موقع دوري كوريا الجنوبية (الإنجليزية)
- أن جونغ هوان على موقع رابطة كرة القدم الفرنسية للمحترفين (الإنجليزية)
- أن جونغ هوان على موقع قاعدة بيانات كرة القدم.إي يو (الإنجليزية)
- أن جونغ هوان على موقع ليكيب (الفرنسية)
- أن جونغ هوان على موقع ناشيونال فوتبول تيمز (الإنجليزية)
- أن جونغ هوان على موقع Soccerway.com (الإنجليزية)
- أن جونغ هوان على موقع عالم كرة القدم.نت (الإنجليزية)
- أن جونغ هوان على موقع أوليمبيديا (الإنجليزية)